# Melin
Melin település Franciaországban, Haute-Saône megyében. Lakosainak száma 55 fő (2022. január 1.). Melin Montigny-lès-Cherlieu, Gourgeon, Lavigney, Malvillers, Oigney, Preigney és Semmadon községekkel határos.

## Népesség
A település népességének változása:
| Lakosok száma | 58   | 55   | 58   | 59   | 59   | 58   | 58   | 55   |
|               | 2013 | 2015 | 2017 | 2018 | 2019 | 2020 | 2021 | 2022 |